# Rio Tuia - Montallegro
Rio Tuia - Montallegro este o arie protejată (arie specială de conservare — SAC, sit de importanță comunitară — SCI) din Italia întinsă pe o suprafață de 453 ha, integral pe uscat.

## Localizare
Centrul sitului Rio Tuia - Montallegro este situat la coordonatele 44°21′30″N 9°15′55″E / 44.358333°N 9.265278°E.

## Înființare
Situl Rio Tuia - Montallegro a fost declarat sit de importanță comunitară în iunie 1995 pentru a proteja 51 de specii de animale. Situl a fost protejat și ca arie specială de conservare în aprilie 2017.

## Biodiversitate
Situată în ecoregiunea mediteraneană, aria protejată conține 9 habitate naturale: Pante stâncoase calcaroase cu vegetație casmofită, Păduri de Castanea sativa, Pajiști uscate seminaturale și facies de acoperire cu tufișuri pe substraturi calcaroase (Festuco-Brometalia) (* situri importante pentru orhidee), Păduri aluvionare cu Alnus glutinosa și Fraxinus excelsior (Alno-Padion, Alnion incanae, Salicion albae), Pajiști carstice calcaroase sau bazofile, de Alysso-Sedion albi, Păduri de pin mediteraneene cu pini mezogeni endemici, Păduri de stejar alb estice, Păduri de Quercus ilex și Quercus rotundifolia, Liziere de ierburi înalte hidrofile de câmpie și de nivel montan până la alpin.
La baza desemnării sitului se află mai multe specii protejate:
- păsări (47): uliu păsărar (Accipiter nisus), pițigoi codat (Aegithalos caudatus), ciocârlie-de-câmp (Alauda arvensis), fâsă de pădure (Anthus trivialis), lăstunul mare (Apus apus), cucuvea (Athene noctua), șorecarul comun (Buteo buteo), caprimulg (Caprimulgus europaeus), sticlete (Carduelis carduelis), florinte (Chloris chloris), mierla de apă (Cinclus cinclus), porumbel gulerat (Columba palumbus), cioară neagră (Corvus corone), cuc (Cuculus canorus), pițigoi albastru (Cyanistes caeruleus), ciocănitoare pestriță mare (Dendrocopos major), măcăleandru (Erithacus rubecula), șoim călător (Falco peregrinus), cinteză (Fringilla coelebs), Fringilla montifringilla, gaiță (Garrulus glandarius), capîntortură (Jynx torquilla), sfrâncioc roșiatic (Lanius collurio), câneparul (Linaria cannabina), privighetoare (Luscinia megarhynchos), codobatură de munte (Motacilla cinerea), ciuf-pitic (Otus scops), pițigoi mare (Parus major), codroșul de pădure (Phoenicurus phoenicurus), pitulice de munte (Phylloscopus collybita), ciocănitoarea verde (Picus viridis), pițigoi sur (Poecile palustris), mugurarul (Pyrrhula pyrrhula), aușel sprâncenat (Regulus ignicapilla), mărăcinar negru (Saxicola torquatus), sitar de pădure (Scolopax rusticola), cănăraș (Serinus serinus), țiclete (Sitta europaea), huhurez mic (Strix aluco), silvie cu cap negru (Sylvia atricapilla), silvie mediteraneană (Sylvia melanocephala), silvie de tufiș (Sylvia undata), pănțărușul (Troglodytes troglodytes), mierlă (Turdus merula), sturz-cântător (Turdus philomelos), strigă (Tyto alba), pupăză (Upupa epops)
- amfibieni (2): Salamandrina terdigitata, Speleomantes strinatii
- nevertebrate (2): croitorul mare al stejarului (Cerambyx cerdo), Euplagia quadripunctaria

Pe lângă speciile protejate, pe teritoriul sitului au mai fost identificate 24 de specii de plante, 1 specie de păsări, 5 specii de amfibieni, 14 specii de nevertebrate, 3 specii de reptile.